# Wittelsbacherstraße (Bad Reichenhall)
Die Wittelsbacherstraße ist eine Straße in der oberbayerischen Kurstadt Bad Reichenhall.

## Beschreibung
Die Wittelsbacherstraße verlängert die Innsbruckerstraße ab der Kreuzung Liebigstraße/Kurfürstenstraße in nordöstlicher Richtung und mündet kurz hinter der Frühlingstraße in die Bahnhofstraße.
Die Wittelsbacherstraße ist nach dem Adelsgeschlecht der Wittelsbacher benannt, weshalb die Straße gemäß der geltenden Regelungen in einem Wort geschrieben wird.
Zwischen der Kreuzung Luitpoldstraße und der Einmündung in die Bahnhofstraße ist die Wittelsbacherstraße beidseitig mit einem Fahrradweg ausgestattet.

## Geschichte
Mit dem Aufstieg zu einem international bekannten Kur- und Badeort entstanden an der heutigen Wittelsbacherstraße bis zur Jahrhundertwende viele Villen, Hotels und Kuranstalten wie das Fürstenbad (Ecke Luitpoldstraße 2), Wilhelmsbad (1884, Wittelsbacherstraße 17, überbaut mit Kurgastzentrum), das Sanatorium Reichenhall (überbaut mit Wohnhaus Wittelsbacherstraße 2) und das Kurfürstenbad.
1910 erhielt die Gradirbachstraße ihren heutigen Namen Wittelsbacherstraße.
Ab 1974 wurde die Ludwigstraße und ein Teil der Salzburger Straße in eine Fußgängerzone umgewidmet. Gleichzeitig wurde die Hauptverkehrsachse durch die Stadt auf die neu gebaute Münchner Allee sowie auf Bahnhof-, Wittelsbacher-, Innsbrucker, Anton-Winkler- und Berchtesgadener Straße verlegt.
Bis Ende der 1980er Jahre wurde das Kurgastzentrum am nordöstlichen Ende der Wittelsbacherstraße errichtet. Dazu wurde das Wilhelmsbad abgerissen. Im Kurgastzentrum befinden sich neben einem Konzertsaal auch die neuen Räume für die Spielbank, die Tourist-Information, die Verwaltung der Kur-GmbH, ein Restaurant sowie Ladenflächen für mehrere Einzelhändler.

## Nahverkehr
Die Wittelsbacherstraße wird von vielen Stadt- und Fernbuslinien angefahren, die Haltestelle befindet sich am Kurgastzentrum.

## Baudenkmäler
| Adresse              | Name                       | Beschreibung | erbaut       | Lage | Bild |
| -------------------- | -------------------------- | --- | ------------ | ---- | ---- |
| Wittelsbacherstr. 2  | Schinderkapelle            | Mit Zeltdach; mit Ausstattung. | 1749         | ▼    |      |
| Wittelsbacherstr. 9  | Kurpension Haus Glücksburg | Palaisartig, mit Mansarddach und Zwerchgiebeln, neubarock, mit Balkons und farbigem reichen Jugendstil-Fassadenstuck, von Karl Böhm.                                        | 1904         | ▼    |      |
| Wittelsbacherstr. 11 | Ehemalige Arztvilla        | Malerisch-asymmetrisch gegliedert durch Quergiebelrisalit mit Ziererker, Terrassenvorbauten und Fachwerktürmchen über dem nördlichen Eingang, nach Plänen von Anton Wilcke. | um 1897/1898 | ▼    |      |